# Tajvan az 1988. évi nyári olimpiai játékokon
Tajvan a dél-koreai Szöulban megrendezett 1988. évi nyári olimpiai játékok egyik részt vevő nemzete volt. Az országot az olimpián 16 sportágban 65 sportoló képviselte, akik érmet nem szereztek.

## Asztalitenisz
Férfi
| Versenyző                                                    | Versenyszám | Csoportkör | Csoportkör | Nyolcaddöntő      | Negyeddöntő       | Elődöntő          | Döntő             | Helyezés |
| Versenyző                                                    | Versenyszám | Ellenfél Eredmény | Hely.      | Ellenfél Eredmény | Ellenfél Eredmény | Ellenfél Eredmény | Ellenfél Eredmény | Helyezés |
| ------------------------------------------------------------ | ----------- | --- | ---------- | ----------------- | ----------------- | ----------------- | ----------------- | -------- |
| Huang Huj-csie (Huang Huei-Chieh)                            | Egyes       | F csoport · Cláudio Kano (BRA) · 3:0 · Ashraf Helmy (EGY) · 3:0 · Erik Lindh (SWE) · 2:3 · Desmond Douglas (GBR) · 1:3 · Raymundo Fermín (DOM) · 3:0 · Farjad Saif (PAK) · 3:0 · Zoran Kalinić (YUG) · 3:1 | 3.         | kiesett           | kiesett           | kiesett           | kiesett           | 17.      |
| Vu Ven-csia (Wu Wen-Chia)                                    | Egyes       | C csoport · Harczi Zsolt (HUN) · 1:3 · Yomi Bankole (NGR) · 3:0 · Abdul Wahab Ali (IRQ) · 3:0 · Yi Ding (AUT) · 0:3 · Csen Lung-can (Chen Longcan) (CHN) · 0:3 · Lou Chűn-szung (Lo Chuen Tsung) (HKG) · 1:3 · Alain Choo Choy (MRI) · 3:0 | 4.         | kiesett           | kiesett           | kiesett           | kiesett           | 25.      |
| Csi Csin-lung (Chih Chin-Long)                               | Egyes       | B csoport · Patrick Birocheau (FRA) · 1:3 · Gilany Hosnani (MRI) · 3:0 · Tonny Maringgi (INA) · 3:0 · Barry Griffiths (NZL) · 3:0 · Jan-Ove Waldner (SWE) · 0:3 · Hszü Ceng-caj (Xu Zengcai) (CHN) · 0:3 · Georg Böhm (FRG) · 1:3 | 5.         | kiesett           | kiesett           | kiesett           | kiesett           | 33.      |
| Huang Huj-csie (Huang Huei-Chieh) Vu Ven-csia (Wu Wen-Chia)  | Páros       | C csoport · Nigéria (NGR) · Atanda Musa · Titus Omotara · 2:0 · Szovjetunió (URS) · Andrej Mazunov · Borisz Rozenberh · 2:0 · Kína (CHN) · Csiang Csia-liang (Jiang Jialiang) · Hszü Ceng-caj (Xu Zengcai) · 1:2 · Jugoszlávia (YUG) · Ilija Lupulesku · Zoran Primorac · 1:2 · Mauritius (MRI) · Alain Choo Choy · Gilany Hosnani · 2:0 · Kanada (CAN) · Joe Ng · Horatio Pintea · 2:0 · Franciaország (FRA) · Jean-Philippe Gatien · Patrick Birocheau · 1:2 | 3.         |                   | kiesett           | kiesett           | kiesett           | 9.       |
| Csi Csin-lung (Chih Chin-Long) Csi Csin-suj (Chih Chin-Shui) | Páros       | B csoport · Ausztria (AUT) · Yi Ding · Gottfried Bär · 2:0 · NSZK (FRG) · Georg Böhm · Jürgen Rebel · 2:1 · Dominikai Köztársaság (DOM) · Mario Álvarez · Raymundo Fermín · 2:0 · Svédország (SWE) · Jan-Ove Waldner · Mikael Appelgren · 0:2 · Dél-Korea (KOR) · Kim Githek (Kim Gi-Taek) · Kim Van (Kim Wan) · 0:2 · Nagy-Britannia (GBR) · Desmond Douglas · Sky Andrew · 1:2 · Új-Zéland (NZL) · Barry Griffiths · Peter Jackson · 2:0                     | 4.         |                   | kiesett           | kiesett           | kiesett           | 13.      |

Női
| Versenyző                                             | Versenyszám | Csoportkör | Csoportkör | Nyolcaddöntő      | Negyeddöntő       | Elődöntő          | Döntő             | Helyezés |
| Versenyző                                             | Versenyszám | Ellenfél Eredmény | Hely.      | Ellenfél Eredmény | Ellenfél Eredmény | Ellenfél Eredmény | Ellenfél Eredmény | Helyezés |
| ----------------------------------------------------- | ----------- | --- | ---------- | ----------------- | ----------------- | ----------------- | ----------------- | -------- |
| Csang Hsziu-jü (Chang Hsiu-Yu)                        | Egyes       | F csoport · Karina Bogaerts (BEL) · 3:0 · Leong Mee Wan (MAS) · 3:0 · Flyura Bulatova (URS) · 1:3 · Marie Hrachová (TCH) · 1:3 · Niyati Roy-Shah (IND) · 3:0 | 3.         | kiesett           | kiesett           | kiesett           | kiesett           | 17.      |
| Lin Li-zsu (Lin Li-Ju)                                | Egyes       | B csoport · Höü Szou-hung (Hui So Hung) (HKG) · 3:1 · Elizabeth Popper (VEN) · 3:0 · Jang Jongdzsa (Yang Yeong-Ja) (KOR) · 0:3 · Renata Kasalová (TCH) · 0:3 · Jaklein Al-Duqom (JOR) · 3:0 | 3.         | kiesett           | kiesett           | kiesett           | kiesett           | 17.      |
| Csang Hsziu-jü (Chang Hsiu-Yu) Lin Li-zsu (Lin Li-Ju) | Páros       | A csoport · Magyarország (HUN) · Bátorfi Csilla · Urbán Edit · 1:2 · Ausztrália (AUS) · Kerri Tepper · Nadia Bisiach · 2:0 · Hongkong (HKG) · Höü Szou-hung (Hui So Hung) · Mók Khá-szá (Mok Ka Sha) · 2:1 · Nigéria (NGR) · Iyabo Akanmu · Kuburat Owolabi · 2:0 · Dél-Korea (KOR) · Hjon Dzsonghva (Hyeon Jeong-Hwa) · Jang Jongdzsa (Yang Yeong-Ja) · 1:2 · Szovjetunió (URS) · Flyura Bulatova-Abbate · Olena Kovtun · 2:0 · Jugoszlávia (YUG) · Gordana Perkučin · Jasna Fazlić-Reed · 0:2 | 5.         |                   | kiesett           | kiesett           | kiesett           | 9.       |

## Atlétika
Férfi
| Versenyző | Versenyszám     | Előfutam | Előfutam | Előfutam | Negyeddöntő | Negyeddöntő | Negyeddöntő | Elődöntő | Elődöntő | Elődöntő | Döntő   | Döntő    |
| Versenyző | Versenyszám     | Idő      | Hely.    | Össz.    | Idő         | Hely.       | Össz.       | Idő      | Hely.    | Össz.    | Idő     | Helyezés |
| --- | --------------- | -------- | -------- | -------- | ----------- | ----------- | ----------- | -------- | -------- | -------- | ------- | -------- |
| Cseng Hszin-fu (Cheng Hsin-Fu)                                                                                           | 100 m           | 10,48    | 3.       | 28.      | 10,54       | 7.          | 35.         | kiesett  | kiesett  | kiesett  | kiesett | kiesett  |
| Li Hszün-zsung (Lee Shiunn-Long)                                                                                         | 100 m           | 10,69    | 6.       | 54.*     | kiesett     | kiesett     | kiesett     | kiesett  | kiesett  | kiesett  | kiesett | kiesett  |
| Li Hszün-zsung (Lee Shiunn-Long)                                                                                         | 200 m           | 21,53    | 5.       | 37.      | 21,34       | 6.          | 31.         | kiesett  | kiesett  | kiesett  | kiesett | kiesett  |
| Lin Kuang-liang (Lin Kuang-Liang)                                                                                        | 400 m           | 48,18    | 4.       | 50.      | kiesett     | kiesett     | kiesett     | kiesett  | kiesett  | kiesett  | kiesett | kiesett  |
| Lin Kuang-liang (Lin Kuang-Liang)                                                                                        | 800 m           | 1:52,95  | 7.       | 55.      | kiesett     | kiesett     | kiesett     | kiesett  | kiesett  | kiesett  | kiesett | kiesett  |
| Vu Csing-csin (Wu Ching-Jin)                                                                                             | 110 m gát       | 14,11    | 6.       | 23.      | 14,23       | 5.          | 24.         | kiesett  | kiesett  | kiesett  | kiesett | kiesett  |
| Cseng Hszin-fu (Cheng Hsin-Fu) Li Hszün-zsung (Lee Shiunn-Long) Naj Huj-fang (Nai Hui-Fang) Vu Csing-csin (Wu Ching-Jin) | 4 × 100 m váltó | 40,40    | 5.       | 18.      |             |             |             | kiesett  | kiesett  | kiesett  | kiesett | kiesett  |

| Versenyző                   | Versenyszám | Selejtező | Selejtező | Döntő    | Döntő    |
| Versenyző                   | Versenyszám | Eredmény  | Helyezés  | Eredmény | Helyezés |
| --------------------------- | ----------- | --------- | --------- | -------- | -------- |
| Naj Huj-fang (Nai Hui-Fang) | Távolugrás  | 745 cm    | 27.       | kiesett  | kiesett  |
| Naj Huj-fang (Nai Hui-Fang) | Hármasugrás | 15,74 m   | 27.       | kiesett  | kiesett  |

| Versenyző            | Versenyszám | 100 m | 100 m | Távolugrás | Távolugrás | Súlylökés | Súlylökés | Magasugrás | Magasugrás | 400 m | 400 m | 110 m gát | 110 m gát | Diszkoszvetés | Diszkoszvetés | Rúdugrás | Rúdugrás | Gerelyhajítás | Gerelyhajítás | 1500 m  | 1500 m | Végeredmény | Végeredmény |
| Versenyző            | Versenyszám | Idő   | Pont  | Eredmény   | Pont       | Eredmény  | Pont      | Eredmény   | Pont       | Idő   | Pont  | Idő       | Pont      | Eredmény      | Pont          | Eredmény | Pont     | Eredmény      | Pont          | Idő     | Pont   | Pont        | Helyezés    |
| -------------------- | ----------- | ----- | ----- | ---------- | ---------- | --------- | --------- | ---------- | ---------- | ----- | ----- | --------- | --------- | ------------- | ------------- | -------- | -------- | ------------- | ------------- | ------- | ------ | ----------- | ----------- |
| Li Fu-en (Lee Fu-An) | Tízpróba    | 11,00 | 861   | 723 cm     | 869        | 13,15 m   | 676       | 203 cm     | 831        | 49,73 | 827   | 14,96     | 854       | 38,06 m       | 625           | 450 cm   | 760      | 52,82 m       | 630           | 4:45,57 | 646    | 7579        | 25.         |

Női
| Versenyző | Versenyszám     | Előfutam | Előfutam | Előfutam | Negyeddöntő | Negyeddöntő | Negyeddöntő | Elődöntő | Elődöntő | Elődöntő | Döntő   | Döntő    |
| Versenyző | Versenyszám     | Idő      | Hely.    | Össz.    | Idő         | Hely.       | Össz.       | Idő      | Hely.    | Össz.    | Idő     | Helyezés |
| --- | --------------- | -------- | -------- | -------- | ----------- | ----------- | ----------- | -------- | -------- | -------- | ------- | -------- |
| Csen Ja-li (Chen Ya-Li)                                                                                         | 100 m           | 12,16    | 7.       | 51.*     | kiesett     | kiesett     | kiesett     | kiesett  | kiesett  | kiesett  | kiesett | kiesett  |
| Csen Ja-li (Chen Ya-Li)                                                                                         | 200 m           | 25,03    | 7.       | 48.      | kiesett     | kiesett     | kiesett     | kiesett  | kiesett  | kiesett  | kiesett | kiesett  |
| Csang Fen-hua (Chang Feng-Hua)                                                                                  | 400 m           | 56,10    | 6.       | 40.      | kiesett     | kiesett     | kiesett     | kiesett  | kiesett  | kiesett  | kiesett | kiesett  |
| Csang Fen-hua (Chang Feng-Hua)                                                                                  | 400 m gát       | 1:00,16  | 7.       | 34.      |             |             |             | kiesett  | kiesett  | kiesett  | kiesett | kiesett  |
| Csen Ven-jing (Chen Wen-Xing)                                                                                   | 100 m gát       | 14,01    | 5.       | 29.      | kiesett     | kiesett     | kiesett     | kiesett  | kiesett  | kiesett  | kiesett | kiesett  |
| Csang Fen-hua (Chang Feng-Hua) Csen Ven-jing (Chen Wen-Xing) Csen Ja-li (Chen Ya-Li) Vang Su-hua (Wang Shu-Hua) | 4 × 100 m váltó | 46,21    | 6.       | 18.      |             |             |             | kiesett  | kiesett  | kiesett  | kiesett | kiesett  |

| Versenyző                     | Versenyszám | Selejtező | Selejtező | Döntő    | Döntő    |
| Versenyző                     | Versenyszám | Eredmény  | Helyezés  | Eredmény | Helyezés |
| ----------------------------- | ----------- | --------- | --------- | -------- | -------- |
| Szu Csiung-jüe (Su Chun-Yueh) | Magasugrás  | 180 cm    | 23.       | kiesett  | kiesett  |
| Vang Su-hua (Wang Shu-Hua)    | Távolugrás  | 587 cm    | 25.       | kiesett  | kiesett  |

| Versenyző                     | Versenyszám | 100 m gát | 100 m gát | Magasugrás | Magasugrás | Súlylökés | Súlylökés | 200 m | 200 m | Távolugrás | Távolugrás | Gerelyhajítás | Gerelyhajítás | 800 m   | 800 m | Végeredmény | Végeredmény |
| Versenyző                     | Versenyszám | Idő       | Pont      | Eredmény   | Pont       | Eredmény  | Pont      | Idő   | Pont  | Eredmény   | Pont       | Eredmény      | Pont          | Idő     | Pont  | Pont        | Helyezés    |
| ----------------------------- | ----------- | --------- | --------- | ---------- | ---------- | --------- | --------- | ----- | ----- | ---------- | ---------- | ------------- | ------------- | ------- | ----- | ----------- | ----------- |
| Hszü Huj-jing (Hsu Huei-Ying) | Hétpróba    | 14,85     | 862       | 168 cm     | 830        | 10,00 m   | 529       | 25,23 | 866   | 547 cm     | 691        | 39,14 m       | 651           | 2:17,30 | 861   | 5290        | 23.         |

* - egy másik versenyzővel azonos eredményt ért el

## Birkózás
Szabadfogású
| Versenyző                           | Versenyszám | Vigaszágas kiesés                                                                                             | Vigaszágas kiesés | Helyosztók        | Helyosztók        | Bronz- mérkőzés   | Döntő             | Helyezés    |
| Versenyző                           | Versenyszám | Vigaszágas kiesés                                                                                             | Vigaszágas kiesés | 7. helyért        | 5. helyért        | Bronz- mérkőzés   | Döntő             | Helyezés    |
| Versenyző                           | Versenyszám | Ellenfél Eredmény                                                                                             | Hely.             | Ellenfél Eredmény | Ellenfél Eredmény | Ellenfél Eredmény | Ellenfél Eredmény | Helyezés    |
| ----------------------------------- | ----------- | --- | ----------------- | ----------------- | ----------------- | ----------------- | ----------------- | ----------- |
| Hou Csün-ji (Hour Jiunn-Yih)        | 48 kg       | A csoport · Volker Anger (GDR) · 5–14 · Ivan Conov (BUL) · 3–19                                               | 8.                | kiesett           | kiesett           | kiesett           | kiesett           | helyezetlen |
| Lo Csao-cseng (Lo Chao-Cheng)       | 52 kg       | A csoport · Majid Torkan (IRI) · 0–15 · Volodimir Tohuzov (URS) · kétvállas                                   | 10.               | kiesett           | kiesett           | kiesett           | kiesett           | helyezetlen |
| Huang Csien-lung (Huang Chien-Lung) | 62 kg       | A csoport · Giovanni Schillaci (ITA) · 2–18 · Avirmediin Enkhee (MGL) · 0–15                                  | 14.               | kiesett           | kiesett           | kiesett           | kiesett           | helyezetlen |
| Csi Man-hszien (Chi Man-Hsien)      | 82 kg       | A csoport · Čedo Nikolovski (YUG) · kétvállas · Puntsagiin Sükhbat (MGL) · 3–16 · Itó Acusi (JPN) · kétvállas | 9.                | kiesett           | kiesett           | kiesett           | kiesett           | helyezetlen |

## Cselgáncs
| Versenyző                         | Versenyszám | Csoport | Selejtező         | 32-es főtábla                      | Nyolcaddöntő                          | Negyeddöntő                   | Elődöntő          | Vigaszág nyolcaddöntő | Vigaszág negyeddöntő                  | Vigaszág elődöntő               | Bronz- mérkőzés                     | Döntő             | Helyezés |
| Versenyző                         | Versenyszám | Csoport | Ellenfél Eredmény | Ellenfél Eredmény                  | Ellenfél Eredmény                     | Ellenfél Eredmény             | Ellenfél Eredmény | Ellenfél Eredmény     | Ellenfél Eredmény                     | Ellenfél Eredmény               | Ellenfél Eredmény                   | Ellenfél Eredmény | Helyezés |
| --------------------------------- | ----------- | ------- | ----------------- | ---------------------------------- | ------------------------------------- | ----------------------------- | ----------------- | --------------------- | ------------------------------------- | ------------------------------- | ----------------------------------- | ----------------- | -------- |
| Hszü Caj-csuan (Sheu Tsay-Chwan)  | Légsúly     | B       | erőnyerő          | Ricardo Belmonte (BOL) · 1012–0000 | Neil Eckersley (GBR) · 1001–0000      | Kevin Asano (USA) · 0000–1010 |                   |                       |                                       | Petr Šedivák (TCH) · 0100–0000  | Hoszokava Sindzsi (JPN) · 0000–1000 |                   | 5.       |
| Vu Po-cseng (Wu Po-Cheng)         | Harmatsúly  | A       | erőnyerő          | Joseph Marchal (USA) · 0000–1000   | kiesett                               | kiesett                       | kiesett           |                       |                                       |                                 |                                     |                   | 20.      |
| Zsu Hsziang-hung (Ju Hsiang-Hung) | Könnyűsúly  | B       | erőnyerő          | Hajtós Bertalan (HUN) · 0000–0001  | kiesett                               | kiesett                       | kiesett           |                       |                                       |                                 |                                     |                   | 19.*     |
| Caj Ju-tan (Tsay Yow-Tayn)        | Váltósúly   | B       | erőnyerő          | Patrick Matangi (ZIM) · 0000–1010  | kiesett                               | kiesett                       | kiesett           |                       |                                       |                                 |                                     |                   | 20.      |
| Csiu Heng-an (Chiu Heng-An)       | Középsúly   | A       | erőnyerő          | Bito Maduro (ARU) · 0141–0000      | Vlagyimir Sesztakov (URS) · 0000–1010 |                               |                   |                       | Josateki Basalusalu (FIJ) · 0122–0000 | Densign White (GBR) · 0000–1000 | kiesett                             |                   | 7.       |

* - Az A csoportban szereplő, eredetileg bronzérmes brit Kerrith Brownt utólag kizárták, ezért Zsu Hsziang-hung (Ju Hsiang-Hung) a 20. helyett a 19. helyen végzett.

## Íjászat
Férfi
| Versenyző                                                                          | Versenyszám | Selejtező | Selejtező | Nyolcaddöntő | Nyolcaddöntő | Negyeddöntő | Negyeddöntő | Elődöntő | Elődöntő | Döntő   | Döntő    |
| Versenyző                                                                          | Versenyszám | Pont      | Hely.     | Pont         | Hely.        | Pont        | Hely.       | Pont     | Hely.    | Pont    | Helyezés |
| ---------------------------------------------------------------------------------- | ----------- | --------- | --------- | ------------ | ------------ | ----------- | ----------- | -------- | -------- | ------- | -------- |
| Hu Pej-ven (Hu Pei-Wen)                                                            | Egyéni      | 1243      | 31.       | kiesett      | kiesett      | kiesett     | kiesett     | kiesett  | kiesett  | kiesett | kiesett  |
| Jen Man-szung (Yen Man-Sung)                                                       | Egyéni      | 1227      | 42.       | kiesett      | kiesett      | kiesett     | kiesett     | kiesett  | kiesett  | kiesett | kiesett  |
| Csiu Ping-kun (Chiu Ping-Kun)                                                      | Egyéni      | 1223      | 45.       | kiesett      | kiesett      | kiesett     | kiesett     | kiesett  | kiesett  | kiesett | kiesett  |
| Csiu Ping-kun (Chiu Ping-Kun) Hu Pej-ven (Hu Pei-Wen) Jen Man-szung (Yen Man-Sung) | Csapat      | 3693      | 11.       |              |              |             |             | 968      | 3.       | 937     | 7.       |

Női
| Versenyző                                                                        | Versenyszám | Selejtező | Selejtező | Nyolcaddöntő | Nyolcaddöntő | Negyeddöntő | Negyeddöntő | Elődöntő | Elődöntő | Döntő   | Döntő    |
| Versenyző                                                                        | Versenyszám | Pont      | Hely.     | Pont         | Hely.        | Pont        | Hely.       | Pont     | Hely.    | Pont    | Helyezés |
| -------------------------------------------------------------------------------- | ----------- | --------- | --------- | ------------ | ------------ | ----------- | ----------- | -------- | -------- | ------- | -------- |
| Laj Fang-mej (Lai Fang-Mei)                                                      | Egyéni      | 1257      | 13.       | 312          | 10.          | 317         | 11.         | 306      | 12.      | kiesett | kiesett  |
| Liu Pi-jü (Liu Pi-Yu)                                                            | Egyéni      | 1266      | 10.       | 306          | 15.          | 310         | 15.         | kiesett  | kiesett  | kiesett | kiesett  |
| Csin Csiu-jüe (Chin Chiu-Yueh)                                                   | Egyéni      | 1226      | 27.       | kiesett      | kiesett      | kiesett     | kiesett     | kiesett  | kiesett  | kiesett | kiesett  |
| Csin Csiu-jüe (Chin Chiu-Yueh) Laj Fang-mej (Lai Fang-Mei) Liu Pi-jü (Liu Pi-Yu) | Csapat      | 3749      | 3.        |              |              |             |             | 939      | 11.      | kiesett | kiesett  |

## Kerékpározás

### Országúti kerékpározás
Férfi
| Versenyző                 | Versenyszám   | Idő           | Helyezés      |
| ------------------------- | ------------- | ------------- | ------------- |
| Hszü Zsuj-tö (Hsu Jui-Te) | Mezőnyverseny | nem ért célba | nem ért célba |

Női
| Versenyző                        | Versenyszám   | Idő           | Helyezés      |
| -------------------------------- | ------------- | ------------- | ------------- |
| Jang Hsziu-csen (Yang Hsiu-Chen) | Mezőnyverseny | nem ért célba | nem ért célba |

### Pálya-kerékpározás
Sprintversenyek
| Versenyző                        | Versenyszám  | Selejtező | Selejtező | 1. forduló                                                        | 1. forduló | Vigaszág                                                            | Vigaszág | 2. forduló             | 2. forduló | Vigaszág             | Vigaszág | Negyeddöntő                             | 5–8. helyért                                                                         | 5–8. helyért | Elődöntő             | Döntő                | Helyezés |
| Versenyző                        | Versenyszám  | Idő       | Hely.     | Ellenfelek Győztes idő                                            | Hely.      | Ellenfelek Győztes idő                                              | Hely.    | Ellenfelek Győztes idő | Hely.      | Ellenfél Győztes idő | Hely.    | Ellenfél Győztes idő                    | Ellenfelek Győztes idő                                                               | Hely.        | Ellenfél Győztes idő | Ellenfél Győztes idő | Helyezés |
| -------------------------------- | ------------ | --------- | --------- | ----------------------------------------------------------------- | ---------- | ------------------------------------------------------------------- | -------- | ---------------------- | ---------- | -------------------- | -------- | --------------------------------------- | ------------------------------------------------------------------------------------ | ------------ | -------------------- | -------------------- | -------- |
| Li Fu-hsziang (Lee Fu-Hsiang)    | Férfi egyéni | 11,475    | 19.       | Nyikolaj Kovs (URS) · Maxwell Cheeseman (TRI) · 11,26             | 2.         | Miva Hideki (JPN) · Paul Réneau (BIZ) · Michele Smith (CAY) · 11,56 | 2.       | kiesett                | kiesett    | kiesett              | kiesett  | kiesett                                 | kiesett                                                                              | kiesett      | kiesett              | kiesett              | kiesett  |
| Jang Hsziu-csen (Yang Hsiu-Chen) | Női egyéni   | 12,374    | 8.        | Erika Salumäe (URS) · Kim Dzsinjong (Kim Jin-Yeong) (KOR) · 12,83 | 2.         | Beth Tabor (CAN) · 12,80                                            | 1.       |                        |            |                      |          | Isabelle Gautheron (FRA) · 12,13; 11,90 | Julie Speight (AUS) · Csou Szu-jing (Zhou Suying) (CHN) · Louise Jones (GBR) · 12,56 | 4.           |                      |                      | 8.       |

Időfutam
| Név                           | Versenyszám  | Idő      | Helyezés |
| ----------------------------- | ------------ | -------- | -------- |
| Li Fu-hsziang (Lee Fu-Hsiang) | Férfi egyéni | 1:09,024 | 22.      |

Pontverseny
| Név                       | Versenyszám | Selejtező | Selejtező  | Selejtező | Döntő | Döntő      | Döntő    |
| Név                       | Versenyszám | Pont      | Körhátrány | Hely.     | Pont  | Körhátrány | Helyezés |
| ------------------------- | ----------- | --------- | ---------- | --------- | ----- | ---------- | -------- |
| Hszü Zsuj-tö (Hsu Jui-Te) | Férfi       | 14        | -1         | 10.       | 4     | -3         | 21.      |

## Ökölvívás
| Versenyző                       | Versenyszám | Selejtező         | 32-es főtábla               | Nyolcaddöntő      | Negyeddöntő       | Elődöntő          | Döntő             | Helyezés |
| Versenyző                       | Versenyszám | Ellenfél Eredmény | Ellenfél Eredmény           | Ellenfél Eredmény | Ellenfél Eredmény | Ellenfél Eredmény | Ellenfél Eredmény | Helyezés |
| ------------------------------- | ----------- | ----------------- | --------------------------- | ----------------- | ----------------- | ----------------- | ----------------- | -------- |
| Liu Hszin-hung (Liu Hsin-Hung)  | Papírsúly   | erőnyerő          | Tom Chisenga (ZAM) · 1:4    | kiesett           | kiesett           | kiesett           | kiesett           | 17.      |
| Lu Cse-hsziung (Lu Chih-Hsiung) | Pehelysúly  | erőnyerő          | Giovanni Parisi (ITA) · 0:5 | kiesett           | kiesett           | kiesett           | kiesett           | 17.      |

## Öttusa
| Versenyző                       | Versenyszám | Lovaglás | Lovaglás | Lovaglás | Vívás    | Vívás | Vívás | Úszás   | Úszás | Úszás | Lövészet | Lövészet | Lövészet | Futás    | Futás | Futás | Összesen    | Összesen |
| Versenyző                       | Versenyszám | Idő      | Pont     | Hely.    | Pontszám | Pont  | Hely. | Idő     | Pont  | Hely. | Eredmény | Pont     | Hely.    | Idő      | Pont  | Hely. | Összes pont | Helyezés |
| ------------------------------- | ----------- | -------- | -------- | -------- | -------- | ----- | ----- | ------- | ----- | ----- | -------- | -------- | -------- | -------- | ----- | ----- | ----------- | -------- |
| Li Csin-ho (Li King-Ho)         | Egyéni      | 1:43,94  | 1068     | 4.       | 29–35    | 728   | 39.   | 3:42,63 | 1092  | 53.   | 189      | 890      | 34.      | 14:47,60 | 904   | 56.   | 4682        | 43.      |
| Csuang Tang-fa (Chuang Tang-Fa) | Egyéni      | 1:30,37  | 920      | 38.      | 27–37    | 694   | 45.   | 3:41,85 | 1100  | 52.   | 188      | 868      | 43.      | 15:04,21 | 853   | 59.   | 4435        | 53.      |

## Sportlövészet
Férfi
| Versenyző                     | Versenyszám    | Selejtező | Selejtező | Döntő   | Döntő    |
| Versenyző                     | Versenyszám    | Pont      | Helyezés  | Pont    | Helyezés |
| ----------------------------- | -------------- | --------- | --------- | ------- | -------- |
| Tu Taj-hszing (Tu Tsai-Hsing) | Légpisztoly    | 573       | 29.       | kiesett | kiesett  |
| Tu Taj-hszing (Tu Tsai-Hsing) | Szabadpisztoly | 555       | 19.       | kiesett | kiesett  |

Női
| Versenyző                | Versenyszám | Selejtező | Selejtező | Döntő   | Döntő    |
| Versenyző                | Versenyszám | Pont      | Helyezés  | Pont    | Helyezés |
| ------------------------ | ----------- | --------- | --------- | ------- | -------- |
| Liu Jü-csu (Liou Yuh-Ju) | Légpuska    | 379       | 39.       | kiesett | kiesett  |

Nyílt
| Versenyző                     | Versenyszám | Selejtező | Selejtező | Döntő   | Döntő    |
| Versenyző                     | Versenyszám | Pont      | Helyezés  | Pont    | Helyezés |
| ----------------------------- | ----------- | --------- | --------- | ------- | -------- |
| Caj Paj-seng (Tsai Pai-Sheng) | Skeet       | 140       | 44.       | kiesett | kiesett  |

## Súlyemelés
| Versenyző                                | Versenyszám | Szakítás                 | Szakítás                 | Lökés      | Lökés      | Összesen | Helyezés |
| Versenyző                                | Versenyszám | Eredmény                 | Helyezés                 | Eredmény   | Helyezés   | Összesen | Helyezés |
| ---------------------------------------- | ----------- | ------------------------ | ------------------------ | ---------- | ---------- | -------- | -------- |
| Csiang Ming-hsziung (Chiang Ming-Hsiung) | 52 kg       | 92,5                     | 18.                      | 130,0      | 6.         | 222,5    | 14.      |
| Csung Jung-csi (Chung Yung-Chi)          | 52 kg       | 97,5                     | 15.                      | nem indult | nem indult | kiesett  | kiesett  |
| Liao Hszing-csou (Liao Hsing-Chou)       | 56 kg       | 105,0                    | 12.                      | 135,0      | 11.        | 240,0    | 15.      |
| Caj Ven-ji (Tsai Wen-Yee)                | 56 kg       | érvényes kísérlet nélkül | érvényes kísérlet nélkül | kiesett    | kiesett    | kiesett  | kiesett  |
| Csang Sun-csien (Chang Shun-Chien)       | 67,5 kg     | 132,5                    | 9.                       | nem indult | nem indult | kiesett  | kiesett  |
| Cseng Csia-co (Cheng Chia-Tso)           | 82,5 kg     | 140,0                    | 14.                      | 170,0      | 11.        | 310,0    | 12.      |
| Liao Cse-ming (Liao Chin-Ming)           | 100 kg      | 137,5                    | 17.                      | 170,0      | 15.        | 307,5    | 15.      |

## Torna
Férfi
| Versenyző                         | Versenyszám      | Selejtező | Selejtező | Döntő    | Döntő    |
| Versenyző                         | Versenyszám      | Pontszám  | Helyezés  | Pontszám | Helyezés |
| --------------------------------- | ---------------- | --------- | --------- | -------- | -------- |
| Csang Csao-csen (Chang Chao-Chun) | Talaj            | 18,70     | 80.       | kiesett  | kiesett  |
| Csang Csao-csen (Chang Chao-Chun) | Ugrás            | 18,85     | 73.       | kiesett  | kiesett  |
| Csang Csao-csen (Chang Chao-Chun) | Korlát           | 18,60     | 84.       | kiesett  | kiesett  |
| Csang Csao-csen (Chang Chao-Chun) | Nyújtó           | 17,95     | 83.       | kiesett  | kiesett  |
| Csang Csao-csen (Chang Chao-Chun) | Gyűrű            | 18,15     | 85.       | kiesett  | kiesett  |
| Csang Csao-csen (Chang Chao-Chun) | Lólengés         | 18,05     | 84.       | kiesett  | kiesett  |
| Csang Csao-csen (Chang Chao-Chun) | Egyéni összetett | 110,30    | 83.       | kiesett  | kiesett  |

## Úszás
Férfi
| Versenyző                     | Versenyszám  | Előfutam | Előfutam | Előfutam | Döntő   | Döntő   | Döntő   | Helyezés |
| Versenyző                     | Versenyszám  | Idő      | Hely.    | Össz.    | Típus   | Idő     | Hely.   | Helyezés |
| ----------------------------- | ------------ | -------- | -------- | -------- | ------- | ------- | ------- | -------- |
| Csiang Csi-li (Chiang Chi-Li) | 50 m gyors   | 25,26    | 3.       | 51.      | kiesett | kiesett | kiesett | kiesett  |
| Csiang Csi-li (Chiang Chi-Li) | 100 m gyors  | 55,87    | 7.       | 63.      | kiesett | kiesett | kiesett | kiesett  |
| Csiang Csi-li (Chiang Chi-Li) | 200 m vegyes | 2:18,76  | 6.       | 51.      | kiesett | kiesett | kiesett | kiesett  |
| Caj Hszin-jen (Tsai Hsin-Yen) | 200 m vegyes | 2:17,95  | 5.       | 49.      | kiesett | kiesett | kiesett | kiesett  |
| Caj Hszin-jen (Tsai Hsin-Yen) | 100 m mell   | 1:04,58  | 1.       | 24.      | kiesett | kiesett | kiesett | kiesett  |
| Caj Hszin-jen (Tsai Hsin-Yen) | 200 m mell   | 2:23,80  | 1.       | 33.      | kiesett | kiesett | kiesett | kiesett  |
| Vu Ming-hszün (Wu Ming-Hsun)  | 200 m gyors  | 2:00,43  | 1.       | 55.      | kiesett | kiesett | kiesett | kiesett  |
| Vu Ming-hszün (Wu Ming-Hsun)  | 400 m gyors  | 4:06,66  | 1.       | 40.      | kiesett | kiesett | kiesett | kiesett  |
| Vu Ming-hszün (Wu Ming-Hsun)  | 1500 m gyors | 15:59,74 | 1.       | 33.      | kiesett | kiesett | kiesett | kiesett  |

Női
| Versenyző                                                                     | Versenyszám            | Előfutam | Előfutam | Előfutam | Döntő   | Döntő   | Döntő   | Helyezés |
| Versenyző                                                                     | Versenyszám            | Idő      | Hely.    | Össz.    | Típus   | Idő     | Hely.   | Helyezés |
| ----------------------------------------------------------------------------- | ---------------------- | -------- | -------- | -------- | ------- | ------- | ------- | -------- |
| Vang Csi (Wang Chi)                                                           | 100 m hát              | 1:09,56  | 8.       | 32.      | kiesett | kiesett | kiesett | kiesett  |
| Vang Csi (Wang Chi)                                                           | 200 m hát              | 2:36,60  | 6.       | 31.      | kiesett | kiesett | kiesett | kiesett  |
| Vang Csi (Wang Chi)                                                           | 50 m gyors             | 28,73    | 6.       | 41.      | kiesett | kiesett | kiesett | kiesett  |
| Vang Csi (Wang Chi)                                                           | 100 m gyors            | 1:01,72  | 7.       | 47.      | kiesett | kiesett | kiesett | kiesett  |
| Sabrina Lum                                                                   | 100 m gyors            | 1:02,11  | 1.       | 48.      | kiesett | kiesett | kiesett | kiesett  |
| Sabrina Lum                                                                   | 50 m gyors             | 28,82    | 5.       | 42.      | kiesett | kiesett | kiesett | kiesett  |
| Csang Huj-csien (Chang Hui-Chien)                                             | 200 m gyors            | 2:11,50  | 5.       | 38.      | kiesett | kiesett | kiesett | kiesett  |
| Csang Huj-csien (Chang Hui-Chien)                                             | 100 m pillangó         | 1:07,36  | 8.       | 32.      | kiesett | kiesett | kiesett | kiesett  |
| Csang Huj-csien (Chang Hui-Chien)                                             | 200 m pillangó         | 2:25,50  | 4.       | 26.      | kiesett | kiesett | kiesett | kiesett  |
| Csang Huj-csien (Chang Hui-Chien)                                             | 400 m vegyes           | 5:13,20  | 4.       | 27.      | kiesett | kiesett | kiesett | kiesett  |
| Kim Chen                                                                      | 400 m vegyes           | 5:28,15  | 7.       | 30.      | kiesett | kiesett | kiesett | kiesett  |
| Kim Chen                                                                      | 200 m vegyes           | 2:35,11  | 5.       | 33.      | kiesett | kiesett | kiesett | kiesett  |
| Kim Chen                                                                      | 200 m mell             | 2:50,84  | 7.       | 41.      | kiesett | kiesett | kiesett | kiesett  |
| Kim Chen                                                                      | 100 m mell             | 1:20,95  | 7.       | 39.      | kiesett | kiesett | kiesett | kiesett  |
| Carwai Seto                                                                   | 100 m mell             | 1:15,47  | 2.       | 32.      | kiesett | kiesett | kiesett | kiesett  |
| Carwai Seto                                                                   | 200 m mell             | 2:42,31  | 1.       | 35.      | kiesett | kiesett | kiesett | kiesett  |
| Carwai Seto                                                                   | 200 m vegyes           | 2:27,72  | 1.       | 28.      | kiesett | kiesett | kiesett | kiesett  |
| Vang Csi (Wang Chi) Sabrina Lum Carwai Seto Csang Huj-csien (Chang Hui-Chien) | 4 × 100 m gyorsváltó   | 4:09,84  | 7.       | 15.      | kiesett | kiesett | kiesett | kiesett  |
| Vang Csi (Wang Chi) Carwai Seto Csang Huj-csien (Chang Hui-Chien) Kim Chen    | 4 × 100 m vegyes váltó | 4:39,49  | 5.       | 16.      | kiesett | kiesett | kiesett | kiesett  |

## Vívás
Férfi
| Versenyző                           | Versenyszám       | Selejtező | Selejtező | Selejtező         | Selejtező | Selejtező         | Selejtező | Főtábla           | Főtábla           | Főtábla           | Vigaszág          | Vigaszág          | Vigaszág          | Vigaszág          | Negyeddöntő       | Elődöntő          | Döntő             | Helyezés |
| Versenyző                           | Versenyszám       | 1. kör | 1. kör    | 2. kör            | 2. kör    | 3. kör            | 3. kör    | 1. kör            | 2. kör            | 3. kör            | 1. kör            | 2. kör            | 3. kör            | 4. kör            | Negyeddöntő       | Elődöntő          | Döntő             | Helyezés |
| Versenyző                           | Versenyszám       | Ellenfél Eredmény | Hely.     | Ellenfél Eredmény | Hely.     | Ellenfél Eredmény | Hely.     | Ellenfél Eredmény | Ellenfél Eredmény | Ellenfél Eredmény | Ellenfél Eredmény | Ellenfél Eredmény | Ellenfél Eredmény | Ellenfél Eredmény | Ellenfél Eredmény | Ellenfél Eredmény | Ellenfél Eredmény | Helyezés |
| ----------------------------------- | ----------------- | --- | --------- | ----------------- | --------- | ----------------- | --------- | ----------------- | ----------------- | ----------------- | ----------------- | ----------------- | ----------------- | ----------------- | ----------------- | ----------------- | ----------------- | -------- |
| Vang Szan-caj (Wang San-Tsai)       | Tőr, egyéni       | 11. csoport · Zahi El-Khoury (LIB) · 5–1 · Emura Kódzsi (JPN) · 5–3 · Luc Rocheleau (CAN) · 1–5 · Marian Sypniewski (POL) · 0–5 · Patrick Groc (FRA) · 2–5                                                 | 5.        | kiesett           | kiesett   | kiesett           | kiesett   | kiesett           | kiesett           | kiesett           | kiesett           | kiesett           | kiesett           | kiesett           | kiesett           | kiesett           | kiesett           | 50.      |
| Cseng Ming-hsziang (Yan Wing-Shean) | Tőr, egyéni       | 9. csoport · Antônio Machado (BRA) · 4–5 · Kim Szungphjo (Kim Seung-Pyo) (KOR) · 2–5 · Szekeres Pál (HUN) · 1–5 · Donnie McKenzie (GBR) · 0–5 · Borisz Koreckij (URS) · 2–5                                | 6.        | kiesett           | kiesett   | kiesett           | kiesett   | kiesett           | kiesett           | kiesett           | kiesett           | kiesett           | kiesett           | kiesett           | kiesett           | kiesett           | kiesett           | 63.      |
| Vang Szan-caj (Wang San-Tsai)       | Párbajtőr, egyéni | 4. csoport · Robert Davidson (AUS) · 2–5 · Antônio Machado (BRA) · 0–5 · Andrej Suvalov (URS) · 3–5 · Otto Drakenberg (SWE) · 3–5                                                                          | 5.        | kiesett           | kiesett   | kiesett           | kiesett   | kiesett           | kiesett           | kiesett           | kiesett           | kiesett           | kiesett           | kiesett           | kiesett           | kiesett           | kiesett           | 73.      |
| Cseng Ming-hsziang (Yan Wing-Shean) | Kard, egyéni      | 1. csoport · Nikolaj Marincseski (BUL) · 0–5 · Stephan Thönnessen (FRG) · 3–5 · Vang Cse-ming (Wang Zhiming) (CHN) · 1–5 · Steve Mormando (USA) · 0–5 · Marco Marin (ITA) · 0–5 · Bujdosó Imre (HUN) · 2–5 | 7.        | kiesett           | kiesett   | kiesett           | kiesett   | kiesett           | kiesett           |                   | kiesett           | kiesett           |                   |                   | kiesett           | kiesett           | kiesett           | 39.      |